# Juan Escobar (Musiker)
Juan Esteban Escobar Campillay ist ein in Iquique in Chile geborener Doom-Metal-Sänger und -Musiker.

## Werdegang

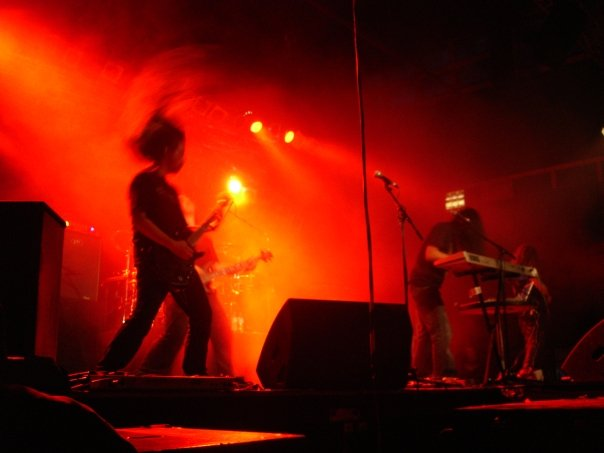
Mar de Grises beim finnischen Firebox-Festival im Jahr 2008

In den 2000er Jahren brachte sich Escobar in diverse Metal-Bands ein. Erste internationale Popularität erlangte der Multiinstrumentalist und Sänger mit der in Santiago de Chile gegründeten Death-Doom-Band Mar de Grises. Nach einem Aufenthalt in Großbritannien beteiligte er sich an den internationalen Funeral-Doom-Projekten Arrant Saudade und Aphonic Threnody. Hinzukommend unterhält er das Melodic-Death-Doom- und Atmospheric-Doom-Soloprojekt AstorVoltaires. Er bringt sich als Sänger, Keyboarder, Schlagzeuger, Bassist, Gitarrist, Produzent und Tontechniker in den unterschiedlichen Bands des Doom-Metal-Spektrums ein. Dabei arbeitete er wiederholt mit Kostas Panagiotou von Pantheist und Riccardo Veronese von Gallow God zusammen.

## Diskografie (Auswahl)
Mit Aphonic Threnody
- 2014: Of Poison and Grief (Split-Album, GS Productions)
- 2017: Of Loss and Grief (Album, Terror From Hell Records)

Mit Arrant Saudade
Mit AstorVoltaires
Mit Mar de Grises
- 2008: Draining the Waterheart (Album, Firebox Records)
- 2010: Streams Inwards (Album, Season of Mist)